# Telematics Technologies
Telematics Technologies sp. z o.o. – polska spółka technologiczna, do grudnia 2017 roku funkcjonująca pod nazwą NaviExpert sp. z o.o.
Firma jest dostawcą rozwiązań z obszaru telematyki ubezpieczeniowej i nawigacji na smartfony na polskim rynku. W portfolio firmy znajduje się także m.in. system do zarządzania flotami pojazdów do 3,5 tony o nazwie NaviExpert Telematics.
W zakresie telematyki ubezpieczeniowej Telematics Technologies od 2015 roku współpracuje z Grupą PZU. W wyniku współpracy między podmiotami na polskim rynku pojawiły się pierwsze oferty typu Usage-Based Insurance (Bezpieczna jazda z LINK4, LINK4 Kasa Wraca) oraz wykrywania i rekonstrukcji wypadków (PZU GO).
Klienci indywidualni znają Telematics Technologies jako dostawcę aplikacji nawigacyjnej NaviExpert. Jest ona dostępna na rynku pod własną marką, a także w modelu white label w ofertach operatorów sieci komórkowych w Polsce jako Nawigacja Orange, Nawigacja Play, Nawigacja Plus, Nawigacja T-Mobile. Co miesiąc z systemu korzysta blisko 600 tys. płacących użytkowników.
Spółka tworzy rozwiązania, których celem jest zwiększenie bezpieczeństwa na drogach poprzez poprawę stylu jazdy kierowców. Od 2012 roku prezesem spółki jest Adam Bąkowski. 
Właścicielem większościowym spółki jest OPTIGIS S.A.

## Historia
Historia Telematics Technologies sięga 2005 roku, kiedy to wieloletni pracownicy naukowi Instytutu Informatyki Politechniki Poznańskiej stworzyli spółkę mNavigation. Firma wkrótce została przekształcona w NaviExpert, a jej sztandarowym projektem stała się pierwsza w Polsce „wolna od korków” nawigacja na telefony komórkowe o takiej samej nazwie.
W 2006 roku firma pozyskała inwestora typu Venture Capital, którym jest notowany na Giełdzie Papierów Wartościowych w Warszawie MCI Management S.A. W kolejnych latach firma nawiązywała strategiczne partnerstwa z operatorami sieci GSM w Polsce. W 2007 roku spółka podpisała umowę z Orange, rok później z PLAY oraz Erą, czyli dzisiejszym T-Mobile. W 2011 roku usługa nawigacji pojawiła się także w ofercie Plus. Od tego samego roku aplikację NaviExpert można pobrać także z Google Play i App Store.
Od 2014 roku spółka rozpoczęła wprowadzanie na rynek nowych produktów. Wśród nich znalazły się aplikacje takie jak ostrzegacz i wideorejestrator drogowy Rysiek (2014), wyszukiwarka parkingów FindPark (2017) oraz lokalizator GPS Seeya (2019).
W 2015 roku Telematics Technologies (wówczas jeszcze jako NaviExpert) rozpoczyna swoją działalność w obszarze telematyki ubezpieczeniowej. Wspólnie z LINK4 firmy uruchamiają pilotaż pierwszego w Polsce rozwiązania typu UBI, promującego bezpieczną jazdę (Bezpieczna jazda z LINK4). Po trwającym dwa lata pilotażu LINK4 wprowadza na rynek ofertę ubezpieczeń LINK4 Kasa Wraca, wykorzystujących informacje o stylu jazdy kierowców, które pochodzą z dedykowanej wersji aplikacji NaviExpert wyposażonej w specjalny moduł telematyczny. Kierowcy, którzy otrzymują wysokie noty za styl jazdy (analizowana m.in. jazda zgodna z przepisami, sposób hamowania i przyśpieszania) mogą liczyć na nagrodę finansową wynoszącą do 30% wysokości składki ubezpieczeniowej.
Od 2017 roku Telematics Technologies rozpoczyna także współpracę z PZU. Pierwszym rozwiązaniem, nad którym pracują firmy jest aplikacja PZU Drive analizująca styl jazdy kierowców, kolejnym – system PZU GO. PZU wprowadza usługę PZU GO na rynek w 2019 roku. To niewielkie urządzenie typu beacon przyklejane na szybie samochodu oraz aplikacja mobilna, które współpracują ze sobą wychwytując niebezpieczne sytuacje na drodze. W razie wykrycia silnego przeciążenia mogącego świadczyć o wypadku, czujnik za pośrednictwem aplikacji w telefonie przekazuje do PZU informację o zdarzeniu. Dzięki temu pracownicy PZU mogą skontaktować się z kierowcą i sprawdzić, czy potrzebuje pomocy. Jeśli ten nie odbierze telefonu zawiadamiane jest Centrum Powiadamiania Ratunkowego, które na miejsce ostatniego wskazania GPS może wysłać karetkę.
Od 2015 roku Telematics Technologies (jeszcze jako NaviExpert sp. z o.o.) oferuje swoje rozwiązania także na rynku flot samochodowych. Pierwszą usługą skierowaną do fleet managerów jest usługa NaviExpert Monitoring, wykorzystująca aplikację mobilną do monitoringu pojazdów. Rok później spółka postanawia poszerzyć swoją ofertę, wprowadzając na rynek rozwiązanie NaviExpert Telematics z urządzeniami OBDII pozwalającymi na monitoring aut, analizę stylu jazdy kierowców i sprawne zarządzanie flotą.